# 2025년 부산광역시교육감 재선거
2025년 부산광역시교육감 재선거는 2025년 4월 2일 치러지는 2025년 대한민국 재보궐선거의 일부로 제23대 부산광역시교육감을 선출한다.

## 배경
2024년 12월 12일 하윤수 부산광역시교육감은 지방교육자치에 관한 법률(교육자치법) 위반 혐의에 대한 대법원의 유죄 판결이 확정되면서 교육감직을 상실했을 뿐만 아니라 13억 5238여만 원의 선거비용을 선관위에 반납해야 하며 피선거권도 박탈되어 향후 5년간 선거에 출마할 수 없게 되었다.
하윤수는 2022년에 치러진 제8회 전국동시지방선거에서 부산광역시교육감에 처음 당선되었으며, 2년 5개월 동안의 임기 동안 부산광시교육감으로 있었다.

## 후보 선출

### 진보 진영
김석준 전 부산광역시교육감, 차정인 전 부산대학교 총장으로 2명의 후보가 출마 선언했다. 2025년 3월 11일 차정인 후보가 사퇴를 하며 진보 진영에서는 김석준 후보가 유일한 후보가 되었다.

### 보수 진영
박수종 전 부산광역시교육청 창의환경교육지원단장, 박종필 전 부산광역시교육청 장학관, 전영근 전 부산광역시교육청 교육국장 등이 출마 선언했다. 그리고 2월 17일 정승윤 전 국민권익위원회 부위원장이 출마 선언했다. 2월 20일 최윤홍 부산광역시 부교육감도 출마 선언을 했다. 총 5명의 후보가 출마를 선언했다. 2025년 3월 7일과 3월 8일에 실시한 여론조사를 통해 2025년 3월 9일 통합추진위원회에서 정승윤 후보가 선출되었다. 3월 15일 최윤홍·정승윤 교육감 후보, 중도·보수 단일화 전격 합의를 보았다. 3월 18일 단일화 논의 무산될 가능성이 높아졌으나 3월 19일 여론조사 방식을 유선 100% 무작위 전화 걸기로 합의를 보며 다시 단일화가 될 가능성이 매우 높아졌다. 결국엔 보수 단일화는 결렬 되어 무산되었다.

### 중도 진영
황욱 세계창의력협회장 1명으로 후보가 출마를 선언했다. 2025년 3월 9일 황욱 세계창의력협회장은 최윤홍 예비후보 지지를 선언했다.

## 개표 결과
|  | 51.13% |

|  | 40.19% |

|  | 8.66% |